# Valeri Filipchuk
Valeri Filipchuk (30 de junio de 1991) es un atleta ruso especializado en marcha atlética.
Filipchuk consiguió la medalla de bronce en la Copa del Mundo de Marcha Atlética en 2010, en la ciudad mexicana de Chihuahua.
Otras participación destacada a nivel internacional fue el primer puesto conseguido en el Campeonato Mundial Junior de Atletismo de 2010, celebrado en Moncton.

## Mejores marcas personales
| Mejores marcas personales | Mejores marcas personales | Mejores marcas personales | Mejores marcas personales |
| Distancia                 | Tiempo                    | Lugar                     | Fecha                     |
| ------------------------- | ------------------------- | ------------------------- | ------------------------- |
| 5.000 m. PC               | 20:00.4                   | Moscú, Rusia              |                           |
| 10.000 m.                 | 40:29.35                  | Novi Sad, Rusia           | 25 de julio de 2009       |
| 10 km.                    | 40:08                     | Ádler, Rusia              | 28 de febrero de 2009     |
| 20 km.                    | 1h:21:46                  | Saransk, Rusia            | 11 de junio de 2011       |
| PC - Pista Cubierta       |                           |                           |                           |